# Tiernowka (rejon kamyszyński)
Tiernowka (ros. Терновка) – wieś w Rosji, w obwodzie wołgogradzkim, w rejonie kamyszyńskim. W 2021 liczyła 993 mieszkańców.